# 860
860 foi um ano bissexto do século IX, que teve início a uma segunda-feira e terminou a uma terça-feira, no Calendário juliano. As suas letras dominicais foram G e F.
| Ano completo                            |
| --------------------------------------- |
| Ano bissexto com início à segunda-feira |

## Eventos
- Guerra rus'-bizantina de 860 — cuja principal campanha foi um cerco a Constantinopla.

## Nascimentos
- 1 de janeiro — Eudes, rei dos Francos  (m. 898).
- Acfredo II de Carcassone, conde de Carcassone  (m. 933).
- Sancho Garcês I de Pamplona  (m. 925)